# هجوم طريق التجار
هجوم طريق التجار هو تفجير بسيارة مفخخة وقع في 4 نوفمبر (تشرين الثاني) 2017 في منطقة طريق التجار بمحافظة دير الزور في سوريا خلال الحرب الأهلية السورية.

## الهجوم
تقع منطقة طريق التجار بين معمل غاز كونوكو وحقل الأبزة، وهي منطقة صحراوية كانت تسيطر عليها قوات سوريا الديمقراطية شرق مدينة دير الزور، قبل أن تتمكن قوات الجيش السوري والقوات الموالية لنظام بشار الأسد من السيطرة عليها قبل يومين فقط من الهجوم. جاء الهجوم على منطقة ريق التجار ردًّا على هجوم سابق نفذته قوات سوريا الديمقراطية ضد تنظيم الدولة الإسلامية في العراق والشام (داعش) في شمال محافظة دير الزور، ففي 4 نوفمبر (تشرين الثاني) 2017، انفجرت سيارة مفخّخة وسط تجمع للنازحين الفارين من الاشتباكات في منطقة دير الزور على الضفة الشرقية من نهر الفرات، وقد تصادف وفود قافلة جديدة من النازحين إلى الموقع وقت وقوم الهجوم، وهو ما يعزو إليه المرصد السوري لحقوق الإنسان ارتفاع عدد ضحايا التفجير.

## الخسائر البشرية
حسبما جاء في لتقارير المرصد السوري لحقوق الإنسان، فقد خلف تفجير منطقة طريق التجار ما لا يقل عن 75 قتيلًا، بينهم عشرات النساء والأطفال، و140 جريحًا. كما قُتل عنصران من قوات سوريا الديمقراطية وأصيب أربعة آخرون جراء الانفجار.

## المسؤولية
لت تُعلن ايّ جهة مسؤوليتها عن الهجوم الذي وقع بمنطقة طريق التجار، في حين اتهم المرصد السوري لحقوق الإنسان تنظيم الدولة الإسلامية بالوقوف وراء التفجير.